# Peter Greven Gruppe
Die Peter Greven GmbH & Co. KG ist ein international tätiger Hersteller von oleochemischen Produkten, der von Produktionsstandorten in Deutschland, den Niederlanden, Malaysia und den USA aus Kunden in über 85 Ländern beliefert. Das Unternehmen hat seinen Stammsitz in Bad Münstereifel. Peter Greven ist in den Geschäftsbereichen Oleochemie und Arbeitsschutz aktiv. Das Unternehmen produziert Metallseifen, Alkaliseifen, Ester und Dispersionen. Über seine Tochtergesellschaft Peter Greven Physioderm GmbH stellt der Konzern Produkte für den beruflichen Hautschutz her.

## Geschichte
Im Jahr 1923 gründete Peter Greven in Bad Münstereifel eine Seifen- und Glyzerinfabrik, um Kern- und Haushaltsseifen, Soda und Waschpulver zu produzieren. Unter der Leitung von Peter Greven, dem Enkel des Gründers, erfolgten ab 2000 Akquisitionen. Mit Gründung der Unternehmenstochter Peter Greven Nederland C.V. in Venlo begann im Jahr 2000 die internationale Expansion. 2005 folgte die Übernahme des Metallseifengeschäfts des französischen Unternehmens Ceca und die Gründung des Vertriebsbüros Peter Greven France.
Im Jahr 2006 wurde das Hautschutzgeschäft in der Unternehmenstochter Peter Greven Physioderm GmbH ausgelagert.
2007 expandierte Peter Greven über ein Joint Venture mit IOI Oleochemicals nach Asien und gründete Peter Greven Asia Sdn. Bhd. in Penang, Malaysia. Nordamerika folgte 2011 mit der Gründung von Peter Greven US. Im Jahr 2017 erweiterte Peter Greven sein US-Geschäft durch Akquise der Vermögenswerte von Norac Inc. und Gründung der Norac Additives LLC.